# (2272) Montezuma
(2272) Montezuma (1972 FA) – planetoida z pasa głównego asteroid okrążająca Słońce w ciągu 2,55 lat w średniej odległości 1,87 au. Odkryta 16 marca 1972 roku.